# I liga polska w futsalu (2008/2009)
I liga polska w futsalu 2008/2009 - 8. edycja drugiego poziomu rozgrywek klubowych polskiej ligi futsalu. W lidze wystąpiło 22 zespołów w dwóch grupach, które walczyły systemem "każdy z każdym" o awans do ekstraklasy. Do najwyższej klasy rozgrywkowej awansowały dwa najlepsze zespoły. W walce o dodatkowe miejsca premiowane awansem do I ligi rozegrano baraże, w których żadna z drużyn I ligowych nie zdobyła awansu.

## Zasady rozgrywek
W sezonie 2008/2009 drużyny obu grup miały do rozegrania 22 kolejki ligowe po 5 meczów (razem 110 spotkań). W obu grupach w każdej kolejce jedna z drużyn pauzowała. Inauguracja rozgrywek miała miejsce 27 września 2008 roku.
Zwycięstwo w końcowej tabeli każdej z grup premiowane było awansem do ekstraklasy. Drużyny z drugich miejsc rozgrywać miały mecze barażowe o awans z drużynami ekstraklasy z miejsc 9-10. Natomiast zespoły z czterech ostatnich miejsc w każdej z grup (w praktyce z trzech ostatnich miejsc, gdyż w lidze początkowo występować miało 12 zespołów w każdej grupie) miały zostać zdegradowane do II ligi. W trakcie sezonu na skutek nieuznania przez Komisję Futsalu rozgrywek w grupie podkarpackiej II ligi, zdecydowano, że z ligi spadną po trzy ostatnie zespoły z każdej z grup (w praktyce – dwa).
| Poziomy ligowe w futsalu w sezonie 2008/2009 | Poziomy ligowe w futsalu w sezonie 2008/2009 | Poziomy ligowe w futsalu w sezonie 2008/2009 | Poziomy ligowe w futsalu w sezonie 2008/2009 |
| Rozgrywki                                    | Poziomy ligowe                               | Liga                                         | Sezon                                        |
| -------------------------------------------- | -------------------------------------------- | -------------------------------------------- | -------------------------------------------- |
| Centralne                                    | I poziom                                     | Ekstraklasa                                  | Sezon 2008/2009 (1 grupa)                    |
| Centralne                                    | II poziom                                    | I Liga                                       | Sezon 2008/2009 (2 grupy)                    |
| Regionalne                                   | III poziom                                   | II Liga                                      | Sezon 2008/2009                              |

## Tabele końcowe

### Grupa I (d. południowa)
| Lp. | Drużyna                       | M  | Z  | R | P  | Bramki | Bramki | +/- | Pkt. | Uwagi  |
| --- | ----------------------------- | -- | -- | - | -- | ------ | ------ | --- | ---- | ------ |
| 1   | Rekord Bielsko-Biała          | 20 | 13 | 3 | 4  | 96     | 52     | +44 | 42   | Awans  |
| 2   | Marioss Gazownik Wawelno (s)  | 20 | 11 | 6 | 3  | 90     | 58     | +32 | 39   | Baraż  |
| 3   | MKF 99 Grajów (b)             | 20 | 12 | 3 | 5  | 103    | 72     | +31 | 39   |        |
| 4   | Radan Gliwice                 | 20 | 11 | 5 | 4  | 89     | 62     | +27 | 38   |        |
| 5   | Remedium Pyskowice            | 20 | 11 | 4 | 5  | 90     | 72     | +18 | 37   |        |
| 6   | Inpuls Alpol Siemianowice (s) | 20 | 10 | 1 | 9  | 94     | 78     | +16 | 31   |        |
| 7   | UPOS Komart Knurów            | 20 | 8  | 1 | 11 | 78     | 92     | -14 | 25   |        |
| 8   | AZS UŚ Katowice               | 20 | 7  | 3 | 10 | 68     | 81     | -13 | 24   |        |
| 9   | Marex Chorzów                 | 20 | 4  | 5 | 11 | 65     | 93     | -28 | 17   |        |
| 10  | Rodakowski Tychy              | 20 | 3  | 3 | 14 | 73     | 105    | -32 | 12   | Spadek |
| 11  | Heiro Futsal Rzeszów (b)      | 20 | 3  | 0 | 17 | 55     | 136    | -81 | 9    | Spadek |

- Radan Gliwice i Remedium Pyskowice przeniesiono z gr.II.
- Kamionka Mikołów, Strzelec Gorzyczki i Ratownik EC Rzeszów wycofały się przed rozpoczęciem rozgrywek.

Źródło 

### Grupa II (d. północna)
| Lp. | Drużyna                           | M  | Z  | R | P  | Bramki | Bramki | +/- | Pkt. | Uwagi    |
| --- | --------------------------------- | -- | -- | - | -- | ------ | ------ | --- | ---- | -------- |
| 1   | Marwit Zławieś Wielka             | 20 | 16 | 2 | 2  | 99     | 36     | +63 | 50   | Awans    |
| 2   | TPH Polkowice                     | 20 | 15 | 1 | 4  | 126    | 48     | +78 | 46   | Baraż    |
| 3   | Tacho Arpol Toruń                 | 20 | 14 | 4 | 2  | 106    | 51     | +55 | 46   |          |
| 4   | KS Gniezno (b)                    | 20 | 14 | 1 | 5  | 99     | 49     | +50 | 43   |          |
| 5   | MOKS Słoneczny Stok Białystok (b) | 20 | 9  | 3 | 8  | 78     | 79     | -1  | 30   |          |
| 6   | Copacabana Gdańsk (b)             | 20 | 9  | 2 | 9  | 78     | 77     | +1  | 29   |          |
| 7   | AZS Uniwersytet Warszawski (s)    | 20 | 8  | 2 | 10 | 65     | 73     | -8  | 26   |          |
| 8   | KS 1920 Mosina (b)                | 20 | 5  | 2 | 13 | 59     | 88     | -29 | 17   |          |
| 9   | Stollar Suwałki (b)               | 20 | 4  | 0 | 16 | 61     | 120    | -59 | 12   |          |
| 10  | Polonia Szczecin                  | 20 | 3  | 1 | 16 | 48     | 129    | -81 | 10   | Spadek   |
| 11  | Kanglida Gorzów Wlkp.             | 20 | 4  | 0 | 16 | 37     | 106    | -69 | 12   | Wycofana |

- Drużyna Kanglida Gorzów Wielkopolski po pierwszej rundzie jesiennej wycofała się z rozgrywek. Decyzją Komisji Futsalu drużyna ta została automatycznie przesunięta na ostatnią pozycję w tabeli, niezależnie od ilości zdobytych punktów, a w pozostałych do końca sezonu spotkaniach przyznawano walkowery rywalom.

Źródło 

## Baraże o awans do ekstraklasy
- I para barażowa
  - 9 maja 2008, Gazownik Wawelno - Pogoń 04 Szczecin 2:2
  - 17 maja 2008, Pogoń 04 Szczecin - Gazownik Wawelno 6:2
- II para barażowa
  - 9 maja 2008, TPH Polkowice - Grembach Zgierz 5:4
  - 17 maja 2008, Grembach Zgierz - TPH Polkowice 4:1

Źródło 

## Źródła
- Portal Łączy nas piłka PZPN
- Portal 90.minut.pl